# Endija Tērauda
Endija Tērauda (Riga, 30 mei 1997) is een Lets skeletonster.

## Carrière
Tērauda maakte haar debuut in de wereldbeker in het seizoen 2020/21 en wist in haar eerste wereldbekerwedstrijd meteen een derde plaats te bereiken. Haar beste resultaat op het wereldkampioenschap voor junioren behaalde ze in 2020 met een zesde plaats.
In 2022 nam ze deel aan de Olympische Winterspelen waar ze een 20e plaats behaalde.

## Resultaten

### Olympische Spelen
| Jaar | Plaats | Resultaat |
| ---- | ------ | --------- |
| 2022 | Peking | 20e       |

### Wereldkampioenschappen
| Jaar | Plaats    | Resultaat       |
| ---- | --------- | --------------- |
| 2021 | Altenberg | 20e Individueel |

### Wereldbeker
Eindklasseringen
| Seizoen   | Rang |
| --------- | ---- |
| 2020/2021 | 14e  |
| 2021/2022 | 21e  |